# Сайдин, Рамон
Рамон Сайдин-и-Маркес Стерлинг (исп. Ramón Zaydín y Márquez Sterling.; 1895, Гавана, Куба — 23 июля 1968, Мадрид, Испания) — кубинский юрист и государственный деятель, премьер-министр Кубы (1942—1944).

## Биография
Получил юридическое образование в Гаванском университете, работал адвокатом и нотариусом. 
С 1920 по 1926 г. являлся членом Палаты представителей от Либеральной партии. Изначально был сторонником переизбрания Херардо Мачадо на пост президента, однако затем выступил против изменения Конституции 1901 г. и в конечном итоге с 1930 г. оказался в рядах оппозиции.
Руководил газетой «Эль-Паис», избирался сенатором и лидером Партии республиканского действия Мигеля Мариано Гомеса (1936). Являлся делегатом Конституционного собрания 1940 г., являлся одним из авторов нового Основного закона. Избирался председателем Палаты представителей.
В 1942—1944 гг. — премьер-министр Кубы.
В 1944 г. он был кандидатом в вице-президенты Республики от Демократической социалистической коалиции, но потерпел поражение на выборах. В 1948 г. был избран сенатором от либерально-демократической коалиции «Камагуэ́й».
Был профессором юридического факультета Гаванского университета.
Выступил против государственного переворота 10 марта 1952 г. во главе с Фульхенсио Батистой и подал апелляцию о неконституционности в Суд конституционных и социальных гарантий.
Был вынужден эмигрировать в Испанию, где провел оставшиеся годы жизни.